# Рикельме, Родриго (футболист, 2000)
Родриго Рикельме Рече (исп. Rodrigo Riquelme Reche; род. 2 апреля 2000, Мадрид) — испанский футболист, вингер клуба «Реал Бетис» и сборной Испании

## Клубная карьера
Уроженец Мадрида, Рикельме играл за юношеские команды клубов «Реал Сарагоса» и «Райо Вальекано», пока не стал игроком футбольной академии «Атлетико Мадрид» в 2010 году в возрасте 10 лет.

### «Атлетико Мадрид»
16 марта 2019 года дебютировал в составе «Атлетико Мадрид B» в матче испанской Сегунды B против «Понферрадины».
1 сентября 2019 года дебютировал в основном составе «Атлетико Мадрид» в матче испанской Примеры против «Эйбара», выйдя на замену Тома Лемару.

### «Борнмут»
1 октября 2020 года на сезон на правах аренды был отдан в «Борнмут» с правом выкупа. Дебютировал в матче против «Кардифф Сити», выйдя на замену. Свой первый гол за «Борнмут» забил 31 октября в матче против «Дерби Каунти».

### «Мирандес»
30 августа на правах аренды на сезон 2021/22 присоединился к клубу «Мирандес».
По итогу сезона, стал лучшим ассистентом сегунды 2021/2022

### «Жирона»
1 августа 2022 года Рикельме был отдан в аренду в «Жирону» сроком на один год, продлив свой контракт с «Атлетико» до 2028 года.

### «Реал Бетис»
4 июля 2025 года Рикельме перешёл в испанский клуб «Реал Бетис». По данным издания «Marca», контракт заключён сроком на 5 лет, сумма трансфера составила около €8 млн за 50% прав.